# Zmiany granic miast w Polsce w 2009
Zmiany granic miast w 2009 roku - zmiany granic administracyjnych miast w Polsce, które nastąpiły 1 stycznia 2009 r. na podstawie rozporządzenia Rady Ministrów z 28 lipca 2008 r.
| Miasto (województwo)                       | Powierzchnia przed zmianą | Powierzchnia po zmianie | Włączany/wyłączany obszar | Włączona/wyłączona powierzchnia |
| ------------------------------------------ | ------------------------- | ----------------------- | ------------------------- | ------------------------------- |
| Bielsk Podlaski (województwo podlaskie)    | 26,97 km²                 | 27,01 km²               | część Widowa              | 0,04 km²                        |
| Bydgoszcz (województwo kujawsko-pomorskie) | 174,59 km²                | 175,98 km²              | część Jarużyna            | 1,39 km²                        |
| Kraśnik (województwo lubelskie)            | 25,29 km²                 | 25,52 km²               | pozostała część Budzynia  | 0,23 km²                        |
| Rzeszów (województwo podkarpackie)         | 91,54 km²                 | 97,60 km²               | Biała                     | 6,06 km²                        |
| Tłuszcz (województwo mazowieckie)          | 7,81 km²                  | 7,91 km²                | część Zakrzewia           | 0,10 km²                        |
| Zbąszyń (województwo wielkopolskie)        | 5,32 km²                  | 5,42 km²                | część Nowego Dworu        | 0,10 km²                        |